# 天体物理学

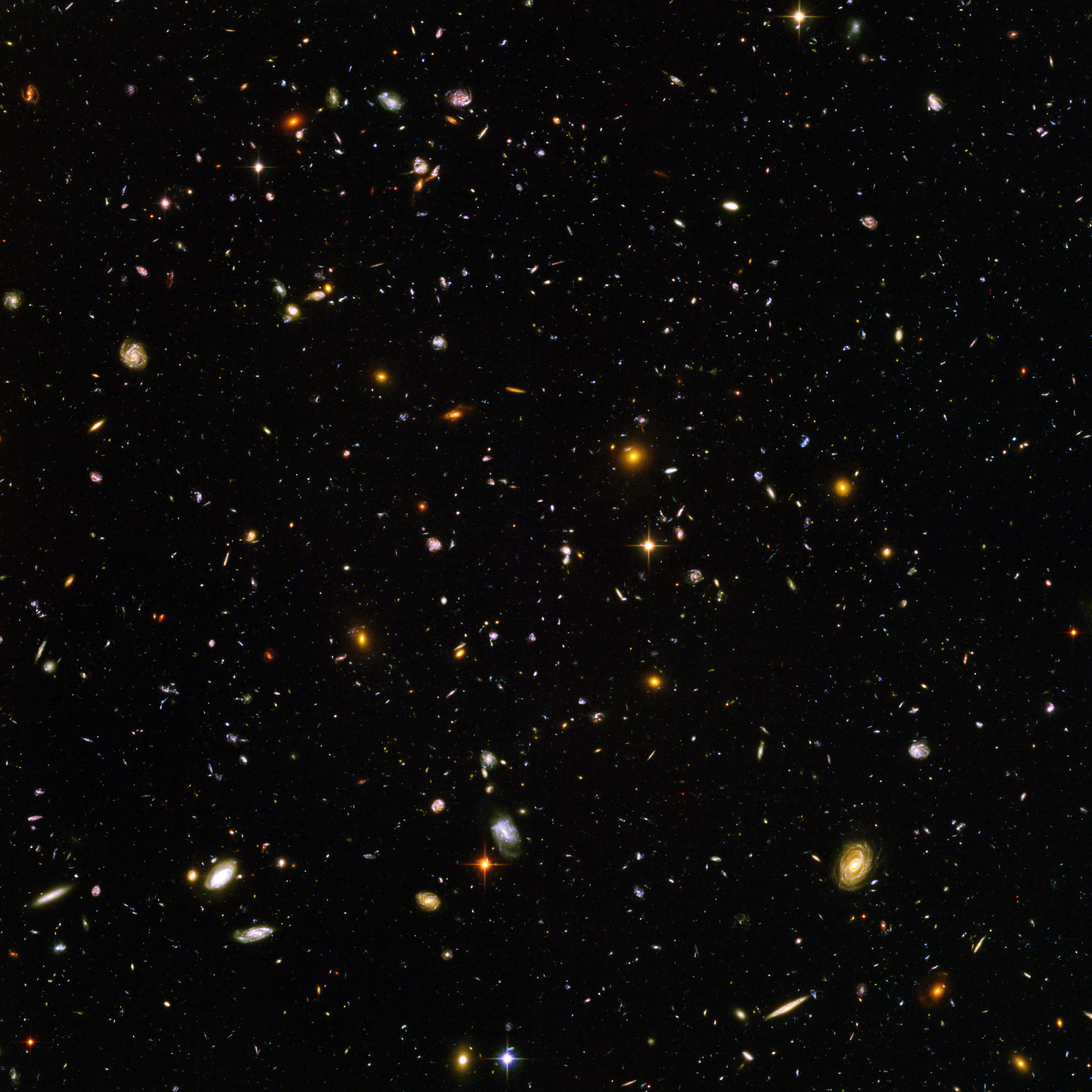
哈勃超深空是以可見光拍攝的最深遠的宇宙影象之一。

天體物理學（英語：Astrophysics），又稱天文物理學，是研究宇宙的物理學，這包括星體的物理性質（光度，密度，溫度，化學成分等等）和星體與星體彼此之間的交互作用。應用物理理論與方法，天體物理學探討恆星演化、恆星結構、星际物质、宇宙微波背景、太陽系的起源和許多跟宇宙學相關的問題。由於天體物理學是一門很廣泛的學問，天文物理學家通常應用很多不同的學術領域，包括力學、電磁學、統計力學、量子力學、相對論、粒子物理學以及原子分子与光物理学等等。由於近代跨學科的發展，與化學、生物、歷史、計算機、工程、古生物學、考古學、氣象學等學科的混合，天體物理學目前大小分支300—500門主要專業分支，成為物理學當中最前沿的龐大領導學科，是引領近代科學及科技重大發展的前導科學，同時也是歷史最悠久的古老傳統科學。
天體物理實驗數據大多數是依賴觀測電磁輻射獲得。比較冷的星體，像星際物質或星際雲會發射無線電波。大爆炸後，經過紅移，遺留下來的微波，稱為宇宙微波背景輻射。研究這些微波需要非常大的無線電望遠鏡。
太空探索大大地擴展了天文學的疆界。太空中的觀測可讓觀測結果避免受到地球大氣層的干擾，科學家常透過使用人造衛星在地球大氣層外進行紅外線、紫外線、伽瑪射線和X射線天文學等電磁波波段的觀測實驗，以獲得更佳的觀測結果。
光學天文學通常使用加裝電荷耦合元件和光譜儀的望遠鏡來做觀測。由於大氣層的擾動會干涉觀測數據的品質，故於地球上的觀測儀器通常必須配備調適光學系統，或改由大氣層外的太空望遠鏡來觀測，才能得到最優良的影像。在這頻域裏，恆星的可見度非常高。藉著觀測化學頻譜，可以分析恆星、星系和星雲的化學成份。
理論天體物理學家的工具包括分析模型和計算機模擬。天文過程的分析模型時常能使學者更深刻地理解箇中奧妙；計算機模擬可以顯現出一些非常複雜的現象或效應其背後的機制。
在实践中，现代天文学研究通常涉及理论和观测物理领域的大量工作。天体物理学家的一些研究领域包括试图确定暗物质，暗能量，黑洞和其他天体的性质 ; 以及宇宙的起源和最终命运。理论天文学家还研究了太阳系的形成和演化。恒星动力学和演化 ; 星系的形成与演化 ;磁流体力学 ; 宇宙中物质的大尺度结构；宇宙线的起源; 广义相对论，狭义相对论，量子和物理宇宙学，其中包括弦宇宙学和天体粒子物理学。
大爆炸模型的兩個理論棟樑是廣義相對論和宇宙學原理。由於太初核合成理論的成功和宇宙微波背景輻射實驗證實，科學家確定大爆炸模型是正確無誤。最近，學者又創立了ΛCDM模型來解釋宇宙的演化，這模型涵蓋了宇宙暴胀（cosmic inflation）、暗能量、暗物質等等概念。
理論天體物理學家及實測天體物理學家分別扮演這門學科當中的兩大主力研究者，兩者專業分工。理論天體物理學家通常扮演大膽假設的研究者，理論不斷推陳出新。實測天體物理學家扮演小心求證的研究者，通常是物理實證主義的奉行者，只相信觀測數據。

## 歷史
天文學的歷史紀錄雖然很久遠，但是它長期以來都跟物理學分開，直到物理學發展才開始結合起來，主要發展的目的是曆法。
天文學在歷史當中，中國、歐洲、非洲、中東、印度、美洲都有獨立的發展歷史，其中以中國的歷史紀錄長度最久，但是中國並沒有發展出天體物理學，最早有天體物理學研究的紀錄是印度。
天文學在古代歷史上的發展分支：
- 中國古代天文學
- 印度古代天文學
- 非洲古代天文學
  - 埃及古代天文學
  - 非洲部落天文學
- 近東古代天文學
  - 兩河流域天文學
    - 美索不達米亞天文學
    - 巴比倫天文學

  - 阿拉伯天文學
    - 巴格達學派
    - 開羅學派
    - 西阿拉伯學派
- 美洲古代天文學
  - 瑪雅天文學
- 歐洲古代天文學
  - 希臘古代天文學

也有一種看法認為非洲古代天文學、兩河流域天文學及美洲古代天文學都是由傳說中的姆大陆及亞特蘭提斯所流傳而來的，但是這項說法缺乏考古學上的證據，雖無法證偽，但也無法證實。歐洲天文學主要源自於非洲古代天文學及兩河流域天文學，現代天體物理學是由歐洲天文學建立起來的。

### 中國古代天文學
中國古代研究天文學的目的主要是曆法、占卦及氣象，用途多數是封建時代的權威創造或製造傳說。由於中國封建制度維持相當長久，因此擁有全球歷史上最完整的天文記錄。
中國天文學史最早可達四千年以前，並且是首個計算出木星週期的民族，木星在古代中國稱為「歲星」，占卦用途的重要輔星。由西元前十八世紀起，中國歷朝各代均有專屬的正式天文觀測單位，其特色是精於記錄，善於利用於政治目的，並發展過一百多種曆法，同時對哈雷彗星記錄多達31次，對於天象的紀錄，項目種類繁多，由日食、月食、彗星、流星、太陽黑子等等，不一而足，甚至詳細至許多不明飛行物體的記載，是世界上最豐富完整的天文記錄。唯獨中國古代天文學不求其背景發生原因，僅用於政治目的，因此，四千年來從未有任何系統理論上的進展。由於記錄詳細，現代多數將中國古代天文記錄用於歷史天文學當中的考證，用以補足歐洲因黑暗時代所造成的大破壞時期的天文資料不足。
中國的天文記錄依地區又可分成中原地區、西南地區及北部地區天文記錄：
- 中原地區：主要由漢族記載，長度約四千年，是全球天文史當中最完整的記載。
- 西南地區：主要由彞族及藏族記載。
- 北部地區：主要由蒙古及韃靼族記載。

中國天文學的發展，由於長期的政教分離制，未曾受到宗教的影響，其記錄客觀詳實、四千年來不曾中斷；然而又由於皇權及政治上的需求，導致其不重視理論研究，在系統理論方面一直不曾進步。此外，中國地區的一些少數民族天文學史亦相當的發達。

#### 中國古代天體物理學
據考證，古代中國曾經有兩批人企圖建立如同歐洲的現代物理學，分別是戰國時代的墨家及宋明理學家。墨家因戰亂而導致所有文獻遺失，宋明理學家則因政治壓迫而沒有繼續發展下去，因而喪失建立并發展現代天文學的先機。先秦時代的道家則是僅對當時已知的天體運行規律做了總結式的敘述，並沒有詳細解釋其觀測過程、其理論推導過程，故而僅能作為一種中國古代天文學的資料、而不能與現代天文學接軌，具體資料可以參見《淮南子·天文訓》等道家經典。
中國及印度、非洲一些地區的文明，是現存已發現的最早建立太陽系結構推測記錄的地區文明。

### 印度古代天文學
印度古代天文學，在最早期的吠陀經當中便有零星的記載。

### 非洲古代天文學
非洲古代天文學主要分成埃及古代天文學及部落天文學兩個分支。埃及古代天文學本身有發展的歷史紀錄，非洲部分地區的部落天文學則大異其趣，有許多根本上不可能發現的精準天文知識，加上鄰近地區近代發現的藍種人、綠種人、鴕鳥人及法老王系的人種變異，此外與瑪雅曆法同源的天狼星曆法，使得許多學者認為這些部落有其他的高級文明影響而制定這些大異其趣的天文學及曆法。

### 近東古代天文學
近東古代天文學分成阿拉伯天文學及兩河流域天文學。
兩河流域天文學最早由蘇美人於大洪水後所開始發展，前後發展出美索不達米亞天文學及巴比倫天文學。
美索不達米亞天文學是有記載以來的最古老的天文學，估計約公元前三十世紀的後期就已經有了曆法，距今大約五千年。
阿拉伯天文學一般也稱穆斯林天文學，公元七世紀伊斯蘭教興起後 直到十五世紀左右各伊斯蘭文化地區的天文學。阿拉伯天文學大體形成了三個學派，即巴格達學派、開羅學派和西阿拉伯學派。

### 美洲古代天文學
美洲古代天文學主要指的是印加民族天文學，其中包含了瑪雅族的瑪雅曆。
美洲地區的某些部分天文學與非洲地區的部落天文學似乎有背景共通條件，被懷疑是全新世後五千年當中，有歷史記載之前的消失文明所創造而流傳下來的天文學，而且被普遍懷疑並非由地球上發展出來的天文學，特別是天狼星曆法。

### 歐洲天文學
歐洲天文學主要來自於希臘古代天文學，一般認為希臘古代天文學受到非洲及近東的天文學影響很深。此外，北歐神話體系當中，亦有少量的天文學含量。
亞里斯多德學派的世界觀認為，天體世界在天空傾向於完美物體，理應為球形。

## 歷史天體物理
歷史天體物理學主要利用古代歷史記錄、古溫及古地質還原天體狀態，用於古生物學、地質學、考古學及部分天體物理學說的驗證上，這門學科近年來逐漸成為天體物理當中一門重要的學科，有相當程度的實用性。
由於天體運動具有不可逆算性，天體撞擊會導致原有的軌道痕跡完全消失而無法進行逆計算，天體狀態的還原精確度通常只能回算到一定的年代為止，年代較久遠的逆運算只能透過古溫粗略計算地球軌道位置，用於估計地質年代當中的古溫及軌道影響。
考古學方面，年代在全新世以內的天文年代學近年來成為相當重要的參考，使用於計算古代氣候變化對於社會發展的影響幫助非常的大。例如，古代大洪水的考證問題上，天文年代學及地質學成為最重要的參考依據。另還有土耳其地下墓穴也為是考古確定天文年代的例子。

## 理論天體物理
理論天體物理學的起點可由十六世紀開始計算起，絕大多數的理論提出係以「物理建模方法」提出假設，建立物理模型，驗證方法則多數以「波普爾論證法」來進行確認，主要採取「證實主義」或「證偽主義」兩種手法交錯並用。理論的狀態多數有以下幾種：
- 全部理論證實：目前不存在。
- 部份理論證實：例如「廣義相對論」及「牛頓力學」。
- 理論證偽：為數龐大，例如，中國的「渾天說」。
- 技術力無法驗證理論：例如，「夸克星」，通常都是理論當中存在尚未驗證的物理假說。
- 理論錯判證實：例如，「牛頓力學」曾經被錯判證實。「夸克星」則曾經有兩年的時間被認為已經找到（SN1987A，約1989-1990年之間被錯誤地認為存在夸克星）。
- 偽科學：數量龐大的民間學說，例如一整批以科幻小說為基礎的幻想學說、科普及神學天體物理，通常的特徵是理論自身不自洽。例如，「星際之門虫洞物理」，「星際之門」當中的「虫洞物理」與現實研究中的「虫洞物理」差距非常地大，而目前現實中的「虫洞物理」，實際也並未被列入合格的天體物理理論，實際的「虫洞物理」認為「虫洞」的大小如果小於一光年，則無任何可能傳送任何物質進行太空旅行，「星際之門虫洞物理」與此差距極大，而開啟虫洞頸部的維持能量是「負能量」，「星際之門虫洞物理」卻是使用「正能量」來維持，「量子蟲洞」是採用「虛粒子對交互作用」來維持「量子蟲洞」的恆穩態，能夠穿透「量子蟲洞」的只有超流體，而「星際之門虫洞物理」卻是什麼物質都可以傳送。事實上兩者的說法都沒有經過檢驗。
- 未經檢驗的假說：例如，「人造月球假說」及「平行宇宙」與一整批與霍金宣稱有關的說法。由於通俗易懂、貌似合理，檢驗方法卻需要耗費大量金錢，因而大批未經檢驗的假說在民間流傳，被誤認為已經檢驗的正統科學，透過大眾文化傳播，成為非專業信徒型學科。

絕大多數的天體物理理論都處於「部份理論證實」及「技術力無法驗證理論」的狀態，基本的過濾方式是「證實方法」或「證偽方法」，持續過濾到每一個步驟都與數據吻合。
現代理論天體物理學家使用多樣的研究工具，包含了分析模型及計算機數值模擬，分析模型可以提供每一個步驟是否吻合現行或假設的物理定律，計算機數值模擬則主要用於推算出物理數學模型是否有矛盾之處。理論天體物理學家致力於發展理論模型以便理解這些模型與觀測的擬合程度，這可以使觀測者證實或證偽某個模型是否正確，並且從模型當中選擇一個恰當的理論來說明觀測數據。
一旦某個物理模型大體上被驗證，實測天體物理學家就會依據該模型輸入觀測資料，一旦發現某些不吻合之處，該理論就會進行修正，直到全面吻合，所有觀測數據都合乎理論預測以後，便可稱該理論為已經證實的天體物理理論。如果，理論與數據有大批不吻合，該理論會先被限定為有限理論，一直到發展出其他可以全面吻合的理論以後，該理論會被廢棄掉。
理論天體物理研究的範圍非常地廣泛，包含了：「星體動力」、「星體演化」、「銀河生成及演化」、「電磁動力」、「廣義相對論」、「宇宙學」、「弦宇宙論」、「天體粒子物理」、「重力波」、「宇宙生命」、「宇宙航行」、「宇宙通訊」等等，課題包羅萬象。

## 實測天體物理
現代天體物理的發展方式多數採取物理數學的方法，先發展相關理論，然後再透過實測天體物理學的技術手段來驗證，並且透過觀測數據來修正理論上的缺失。
實測天體物理目前持有全球尖端的科技來進行研究，技術的演進，天體物理實驗數據已經可以採取多種管道獲得，包含了地面各類望遠鏡、太空望遠鏡及太空探測器。此外，由於需求的緣故，實測天體物理學家是目前建造超級電腦的積極人士，並經常會透過全球虛擬天文台的數據互換來進行研究，超級運算的領域當中，有許多出身於實測天體物理學的工作者。

### 地面望遠鏡
- 射電天文學通常使用數毫米的波長來研究天體，是實測天體物理學研究當中最主要的重要研究手段。例如研究星間氣體的冷物質及塵埃、宇宙微波背景輻射、紅位移、波霎，這樣的研究通常需要超大型無線電望遠鏡陣列。
- 紅外線天文學通常使用可見光以外的長波來研究天體。紅外線觀測通常使用類似光學望遠鏡的構造，冷光天體通常使用紅外線來探測，例如矮星或系外行星探測。
- 光學天文學是最古老的天文學。光學望遠鏡通常使用加裝CCD和光譜儀的望遠鏡來做觀測。由於大氣層會干涉觀測數據的品質，還必須配備調適光學系統，或使用太空望遠鏡，才能得到最優良的影像。在光譜頻域裏，恆星的可見度非常高。藉著觀測化學頻譜，可以分析恆星、星系和星雲的化學成份。
- 紫外線天文學、X射線天文學及伽馬射線天文學研究高能量的星體活動，例如「雙星波霎」、「黑洞」 、「磁星」等等，這些類型的輻射通常沒有辦法有效穿透地球的大氣。通常有兩類型的望遠鏡用於研究這一類的星體活動，地面的切倫可夫望遠鏡（IACT）及太空的電磁光譜望遠鏡。切倫可夫望遠鏡（IACT）例如羅西X射線計時探測器、錢德拉X射線天文台及康普頓伽瑪射線天文台。太空的電磁光譜望遠鏡，例如高能立體視野望遠鏡（H.E.S.S.）及神奇伽馬射線望遠鏡。

### 太空望遠鏡
由於大氣層會干涉觀測，在太空中進行觀測可以取得比較無干擾的數據，太空望遠鏡成為最佳的探測方式之一。

### 太空探測器
目前全球各國已經發射數百個太空探測器在太空中進行天體物理研究。

### 全球虛擬天文台
由於互聯網的成熟，目前大部分實測天體物理學家都可以透過全球連線的虛擬天文台來獲取天文數據，並且在任意舒適的地點進行數據分析研究，目前的天文數據庫數量驚人，尚未進行分析的天文數據，估計可供研究達數百年。僅星系照片便達數千萬顆，95%以上均尚未分類，大部分都還沒有進行過初級的辨識分析，絕大多數的已知星體均尚未進行測距。

### 其他種類的觀測技術
- 重力波觀測
- 中微子觀測
- 宇宙射線觀測
- 太陽物理觀測

### 數據分析
現代由於觀測數據過於龐大，估計數百年內都無法分析完成，實測天體物理學家亦開始分工進行數據分析，分為專職進行觀測的研究者及專職進行數據分析的研究者，分工項目相當的細密，並且多數使用分散式運算或超級電腦來進行分析，目前通常一批觀測數據都要處理多年才能完成，往往某類天文重大發現都是在兩三年以前就已經取得觀測數據。

## 分支學科
按照研究方法分：
- 歷史天體物理學
- 理論天體物理學
- 實測天體物理學

與天體物理學相關的跨學科的分支學科，可分為：
- 宇宙學
  - 物理宇宙學
  - 理論宇宙學
  - 宇宙結構學
  - 觀測宇宙學
- 高能天體物理
  - 粒子天體物理
    - 核天體物理
    - 中微子天體物理

  - 虫洞物理
    - 量子虫洞場物理
    - 時間場物理

  - 類星體物理
- 實測天體物理
  - 射電天體物理學
  - 紅外線天體物理學
  - 光學天體物理學
  - 紫外線天體物理學
  - X射線天體物理學
  - γ射線天體物理學
  - 衛星軌道學
  - 系外行星觀測學
- 等離子體天體物理
- 天體動力學
- 天體演化學
  - 星震學
- 緻密星天體物理
  - 黑洞物理
    - 奇點物理

  - 中子星物理
    - 多中子核物理
    - 奇異原子物理

  - 夸克星物理
    - 多夸克物理
      - 奇異物質理論

  - 孤子星物理
    - 非拓樸性孤子

  - 玻色星物理
  - 前子星物理
  - 暗物質物理
- 天體化學
- 天體生物學
- 計算天體物理
- 天體能源物理
- 星系天文學，又称河外天文學
  - 星系動力學
  - 星系演化學
  - 星系結構學
- 恒星物理學
  - 恒星動力學
- 恒星天文學
- 行星物理學
  - 行星軌道物理學
  - 行星重力學
  - 行星電磁學
  - 行星演化學
  - 行星氣候學
  - 行星地質學
    - 行星礦物學

  - 行星物理化學
  - 行星生命物理學
  - 行星生態學
  - 小行星物理學
- 太陽物理學
  - 太陽圈物理學
  - 日地關係物理學
  - 日震學
  - 日冕學
  - 太陽中微子物理學
- 太陽系物理學
  - 地球科學
    - 大地測量學
    - 大氣科學
    - 氣象學
    - 海洋學
    - 水文學
    - 地球物理學
    - 地球化學
    - 地質學
    - 礦物學
    - 地形學
    - 土壤學
    - 沉積學
    - 古生物學
    - 環境科學
    - 自然地理學

  - 月球學
    - 月球地質學

  - 火星學
    - 火星氣候學
    - 火星地質學
    - 火星生命學
    - 火星環境改造學

  - 類木行星物理學
  - 黃道離散天體物理學
  - 隕石學
  - 彗星學
  - 古柏帶天體物理學
- 歷史天文學
  - 考古天文學
  - 天文年代學
    - 天文歷史年代學

  - 古氣候天體物理學
  - 古地質天體物理學
  - 古化石天體物理學
    - 古生物天體物理學
- 太空飛行器工程
- 太空通訊技術